# قرطم أناضولي
القرطم الأناضولي (باللاتينية: Carthamus anatolicus) نوع نباتي ينتمي إلى جنس القرطم من الفصيلة النجمية.